# Islas Los Gemelitos
Islas Los Gemelitos är öar i Mexiko.   De ligger i delstaten Baja California, i den nordvästra delen av landet, 1 800 km nordväst om huvudstaden Mexico City.
Terrängen på Islas Los Gemelitos är varierad. Öns högsta punkt är 30 meter över havet. 